# Richard Dunne
Richard Patrick Dunne (Dublin, 21 de setembro de 1979) é um ex-futebolista irlandês.

## Carreira
Mesmo sendo muito experiente no futebol, Dunne atuou em apenas quatro clubes, todos da Inglaterra: Everton, clube que o revelou para o futebol e onde ficou até a temporada 2000-01 da Premier League. Depois foi para o Manchester City, Aston Villa e agora está no QPR.

## Seleção
Dunne é um dos destaques da Seleção Irlandesa de Futebol. Atuou na Copa do Mundo de 2002 pela sua seleção, que chegou apenas até as oitavas-de-final.